# Alexander Nikolajewitsch Golikow
Alexander Nikolajewitsch Golikow (russisch Александр Николаевич Голиков; * 26. November 1952 in Pensa, Russische SFSR) ist ein ehemaliger russischer Eishockeyspieler.

## Karriere
Während seiner Karriere spielte er für HK Dynamo Moskau und Chimik Woskressensk. Insgesamt erzielte er 225 Tore in 385 Spielen in der sowjetischen Liga. So wurde er in das Team der sowjetischen Eishockeynationalmannschaft berufen. Am 11. November 1975 stand er in einem Spiel gegen die Tschechoslowakei zum ersten Mal für die Sbornaja auf dem Eis. Seine internationale Karriere wurde mit der Silbermedaille bei den Olympischen Winterspielen 1980 (Miracle on Ice) gekrönt. Für die Nationalmannschaft erzielte er 43 Tore in 89 Länderspielen. Am 14. September 1980 bestritt er sein letztes Länderspiel. 1978 wurde er in die „Russische Hockey Hall of Fame“ aufgenommen.